# إي أف إنجلش لايف
EF English Live (بالعربية: إنجلش لايف أو انقلش لايف) (المعروفة سابقًا باسم EF Englishtown) هي أكبر معهد وموقع لتعليم اللغة الإنجليزية عبر الإنترنت في العالم وتوفر برنامج تعليمي تفاعلي ودروس حية مباشرة مع مُعلمين متاحين 24 ساعة، وتمنح شهادات معتمدة لكل مستوى. تأسست عام 1996.
يعمل بها أكثر من 40 ألف شخص من جميع أنحاء العالم، معظمهم من الولايات المتحدة والمملكة المتحدة. تقدم EF English Live دورات اللغة الإنجليزية المُعتمدة لكل الذين يرغبون في الدراسة عن طريق الكمبيوتر أو من خلال تطبيقات الهاتف المحمول والتابلت. يمكن للطلاب في المدرسة التسجيل في الدورات والحصول على برنامج التعليم الذاتي والمكون من 16 مستوى تفاعلي والحصول ايضاً على دروس المحادثة المباشرة مع مُعلمين أجانب مُعتمدين سواء بمفردهم مع معلم خاص (واحد لواحد) أو المشاركة في فصول المحادثة مع طلاب أخرين من نفس المستوى وبقيادة مُعلم.

## التاريخ
تأسست في عام 1996 من قبل بيل فيشر ويقع المقر الرئيسي في لوسيرن، سويسرا، مع مركز بحث وتطوير في شنغهاي، الصين. ويعد المقر الإدارة الرئيسية في لندن، بريطانيا ومكتب اخر في برشلونة، إسبانيا.
في عام 2015 تم تغيير اسم الموقع القديم وهو: EF Englishtown إلى EF English Live

## الدورات التعليمية
توفر أي اف انجلش لايف EF English Live دورات مختلفة لتعلم الإنجليزية بشهادات معتمدة عبر الإنترنت. وهي دورات مصممة للكبار مع معلم خاص.

### المحتوى التعليمي
المحتوى والمنهج التعليمي وضعه نخبة من كبار اساتذة وعلماء اللغة الإنجليزية في بريطانيا ويتم تحديثة وصياغته من وقت لآخر حسب الأبحاث والدراسات عن درجة استيعاب وتعلم الطلاب، وبفضل التكنولوجيا الحديثة وتوفر الوسائط السمعية والبصرية على الإنترنت، كانت للمدرسة الفرصة ان ننتج هذا المنهج التعليمي بطريقة تفاعلية شيقة تجعل الدارس يستمتع باسلوب الدراسة وسهولتها دون الشعور بالملل أو عدم التركيز والفهم.
تتميز أي اف انجلش لايف EF English Live بالدمج بين أسلوب التعلم الفردي الذاتي وأسلوب التعلم المباشر على يد مدرسين متخصصين، حيث يقدم البرنامج محتوى ومنهج مكثف مقارنة بالبرامج الأخرى كما تغطي كل جوانب اللغة من قواعد ومحادثات واستماع وقراءة وغيرها.

### مميزات الدورات
- دروس خاصة مباشرة مع مدرس خاص مُعتمد
- فصول محادثة جماعية مباشرة شهرياً 24/7!
- دخول غير محدود إلى المدرسة وكافة برامجها
- اختبار تحديد مستوى عند بداية الدورة
- 16 مستوى لتعلُّم اللغة الإنجليزية عبر الإنترنت
- الإعداد المكثف لإختبار التوفل والتويك
- شهادة دبلوم معتمدة دولياً لكل مستوى تجتازه
- 7 مستويات للإنجليزية الخاصة بإدارة الأعمال
- دروس محادثة خاصة بإختبار التوفل والإيلتس
- دورات المجال الوظيفي حسب مجال عملك
- مستشار أكاديمي ومشرف دراسي خاص بك
- اختبار الطلاقة اللفظية والتحدث

### الخطط والأسعار
```
يمكن التعرف علي الدورات التعليمية وأسعارها من خلال 
صفحة الخطط الدراسية في الموقع
.
```

## التعاون
تم اختيار EF English Live كمزود رسمي للتدريب اللغوي لأولمبياد بكين 2008 والألعاب الآسيوية الستة عشر في عام 2010. تم اختيار الدورة أيضًا من قبل وزارة السياحة البرازيلية ومؤسسة روبرتو مارينهو لتعليم اللغة الإنجليزية لأكثر من 80 000 شخص في ذلك البلد للمشاركة في كأس العالم لكرة القدم.

### في المملكة العربية السعودية
يعتبر معهد إنجلش لايف هو أكبر وأشهر موقع إلكتروني يقدم دورات تعلم الإنجليزية في السعودية ويحظى بشعبية وسمعة جيدة داخل الدولة. في 2019 وصل عدد المشتركين في السعودية إلى مليون (1، 000، 000) مشترك يتعلم الإنجليزية عبر موقع إنجلش لايف
قامت مدرسة إنجلش لايف بإبرام مجموعة من العقود والاتفاقيات الرسمية مع مجموعة من الوزارات والمؤسسات الحكومية والشركات الخاصة الكبري بهدف توفير دورات تعليم اللغة الإنجليزية لمنتسبين هذه الجهات وأفراد اسرهم، ومنها: وزارة التعليم السعودية - شركة النهدي الطبية - شركة سابك - البنك الإسلامي للتنمية - وغيرها.

## الجوائز
فازت EF English Live بالجوائز المدرجة أدناه تحت اسم EF Englishtown:
- جائزة الوسائط التفاعلية (IMA) [4]
- جائزة Comenius-Edu,Media-Award
- جائزة أفضل منتج تدريب لهذا العام من Human Resource Executive ®
- الفائز المتميز - تطبيقات الجوال ومواقع الويب والتعليم [5]
- جوائز Learning Impact 2011 الذهبية - المبادرات القائمة [6]
- جوائز براندون هول للتميز في تكنولوجيا التعلم لعام 2010 الميداليات البرونزية - أفضل تقدم في تكنولوجيا إدارة التعلم للتدريب العالمي والتدريب على الامتثال [7]
- الفائز بجائزة التعليم الإلكتروني الفضي لأفضل برنامج للتعليم عبر الإنترنت أو عن بعد - التعليم
- شركة Red Herring لأفضل 100 شركة ناشئة في مجال التكنولوجيا في آسيا
- W³ Awards الفائز الذهبي في فئات مواقع الويب العامة - التعليم [8]
- الإنجاز المتميز لجوائز الويب لعام 2010 في تطوير الويب
- الفائز بجائزة ديفي الفضية لعام 2010 [9]

## الشركات والمؤسسات ذات الصلة
EF English Live هي جزء من شركة EF Education First . تأسست في عام 1965، إي أف هي أكبر شركة تعليمية خاصة في العالم، مع مجموعة من 15 شركة تابعة وغير ربحية، تركز على تعلم اللغة والرحلات التعليمية والتبادل الثقافي والبرامج التعليمية.